# Graphium porthaon
Graphium porthaon là một loài bướm thuộc họ Papilionidae, được tìm thấy ở vùng nhiệt đới tây Phi.
Sải cánh con đực dài 55–60 mm, con cái dài 60–65 mm. Loài có lứa đẻ liên tục trong những tháng nóng.
Ấu trùng ăn Artabotrys monteiroae, Annona, Uvaria, Friesodielsia obovata, Cleistochlamys kirkii, Monodora junodii, Monanthotaxis caffra, Uvaria caffra và Uvaria kirkii.

## Hình ảnh

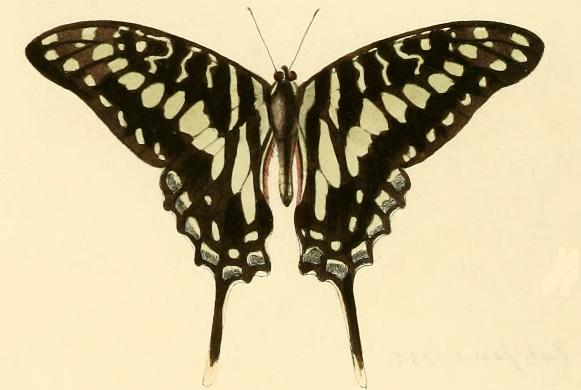